# Кумани, Николай Михайлович
Николай Михайлович Кумани  (греч. Κουμάνης) (1793 год, Севастополь — 7 ноября 1869, Новая Одесса) — российский военный моряк, топограф, гидрограф, генерал флота. Сын адмирала Михаила Николаевича Кумани; внук контр-адмирала Николая Петровича Кумани; отец контр-адмирала Михаила Николаевича Кумани; тесть адмирала Андрея Ивановича Никонова; прадед авиаконструктора, генерал-майора Михаила Михайловича Шишмарёва;

## Биография
Родился в семье офицера флота М. Н. Кумани в Севастополе. С юных лет увлекался математикой, физикой, астрономией и иностранными языками. В 1810 г. поступил гардемарином на Черноморский флот. Плавал на гребных судах по р. Южный Буг и Днепровскому лиману. В 1811 г., находясь на корабле «Анапа», участвовал в операции капитана 1 ранга И. Т. Быченского у г. Пендераклии. Тогда удалось всего двумя кораблями быстрым, отважным нападением захватить и увести построенные там фрегат и корвет, которые долго служили в нашем флоте под своими настоящими именами «Магубей-Субхан» и «Шагин-Гирей».
16 февраля 1812 г. Кумани произведен в мичманы, в 1816 г. — в лейтенанты. Смолоду он отличался глубокими познания в математике, физике, астрономии, что было замечено начальством. В 1825 г. Кумани был назначен управляющим Черноморским Депо карт в Николаеве с переводом в гражданскую службу коллежским асессором, однако уже через четыре года, в июле 1829 г. был переведён в корпус штурманов Черноморского флота с присвоением звания полковника.
В 1829 году он принимал участие в гидрографической экспедиции Е. П. Манганари на яхте «Голубка», исследовавшей берега Чёрного и Азовского морей.
После завершения экспедиции, в марте 1832 г. Кумани был назначен в Николаев начальником Черноморского Гидрографического Депо с присвоением в 1933 г. звания полковника флота. В эти годы по материалам, собранным экспедицией Е. П. Манганари в Черноморскому Гидрографическому Депо предстояло литографировать и издать карты Чёрного и Азовского морей. Из-за отсутствия средств, выполнение этих работ срывалось. Только благодаря настойчивости Кумани Географический департамент в Петербурге оказал необходимую помощь в 1841 г. Черноморским Гидрографическим Депо был издан «Атлас Чёрного и Азовского морей».
Составление этих карт имело огромное значение для флота. Возможно по этой причине адмирал М. П. Лазарев, ходатайствуя о повышении по службе отличившихся офицеров, писал: «…нельзя не отдать справедливости и полковнику Кумани, который распорядительностью своей по топографии и литографии сделал все, что только от подобного небольшого заведения, каково Николаевское депо, ожидать было можно».
В теж же годы Кумани занимался составлением телеграфных сигналов. Значение этой работы было оценено уже через несколько лет, во время Крымской войны. 13 сентября 1845 г. Кумани было присвоено звание генерал-майора. В должности начальника Черноморского Гидрографического Депо Кумани встретил начало Крымской войны. Николаев стал основным тыловым городом, но готовился к возможной осаде. Вероятность того, что союзники ударят по Николаеву резко усилилась с падением Севастополя. Кстати, незадолго до сдачи Севастополя в 1855 г., в Николаев, в здание Гидрографического Депо Кумани организовал доставку из осажденного города величайшей духовной ценности — Морской офицерской библиотеки. Именно в Севастополе 30 августа 1855 г., то есть за 9 дней до сдачи города, он узнал о присвоении ему звания генерал-лейтенанта. Союзники так и не решились идти на Николаев. Они лишь взяли крепость Кинбурн, но на большее сил уже не хватило. Кинбурн и оказался для Кумани последним событием той войны. Ещё некоторое время он продолжал руководить Черноморским Гидрографическим Депо. Считается, что под его руководством это учреждение пережило наиболее плодотворный период своей деятельности.

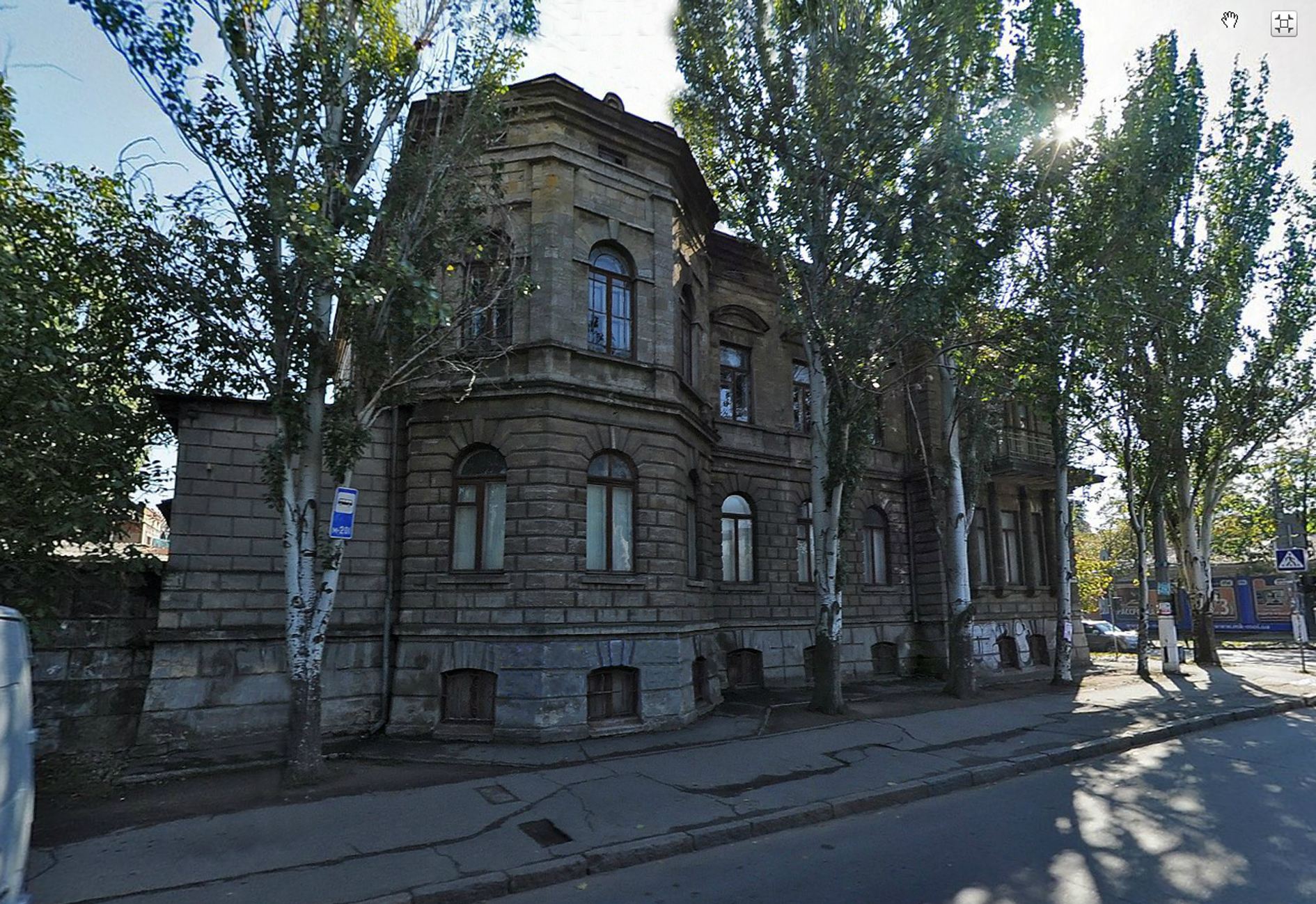
Николаев. Особняк генерала Н. М. Кумани на Бульварной ул. (ныне Пушкинская), 4.

Вскоре после подписания весной 1856 г. мирного договора, Кумани был назначен инспектором Корпуса штурманов Черноморского флота. Находясь на этой должности, он внес большой вклад в подготовку кадров квалифицированных штурманов для русского флота. Это было трудное время, поскольку в соответствии с мирным договором России было запрещено иметь на Чёрном море военный флот. Необходимо было ухитриться, не нарушая договора, сохранить кадры, обеспечить подготовку новых специалистов. За заслуги на этом поприще 8 сентября 1860 г. Кумани был произведен в чин полного генерала.
За годы жизни в Николаеве, Кумани заслужил огромный авторитет, как среди коллег, так и горожан. Долгие годы он входил в состав правления, а позже возглавлял городское Благородное собрание. Интересы Кумани были весьма разносторонними. Например, на протяжении многих лет он состоял членом Одесского Императорского Общества Истории и Древностей. Его статья «Действия Черноморского флота в царствование императора Александра I» содержит воспоминания о русско-турецкой войне 1806—1812 гг. Рукопись статьи хранилась в семье генерала и была издана в журнале «Морской сборник» спустя много лет после его смерти, только в 1900 г. В 1861 г., тоже в «Морском сборнике», был издан труд Кумани «Николаев» — первая объемная работа посвященная истории г. Николаева, не потерявшая своего значения и в наши дни. В Николаеве Кумани был дружен с известным ученым, просветителем, основателем Харьковского университета В. Н. Казариным, который и умер у него на руках.
В 1861 г. Н. М. Кумани вышел в отставку. Последние годы жизни он провел в своем имении в станице Новая Одесса Херсонской губернии (ныне г. Новая Одесса), где и скончался в возрасте 76 лет 7 ноября 1869 г. Похоронен в ограде Свято-Георгиевской церкви, на устройство которой он жертвовал немало средств.

## Семья
- дочь: Софья Николаевна Никонова (1830—1889) — жена адмирала Андрея Ивановича Никонова;
- сын: Михаил Николаевич Кумани (1831—1889) — контр-адмирал.

## Награды
- Орден Святого Владимира 4-й степени (1833)
- Орден Святого Станислава 2-й степени (1840)
- Орден Святого Георгия 4-й степени (5 декабря 1841 № 6462)
- Орден Святой Анны 2-й степени (1850)
- Орден Святого Владимира 3-й степени (1850)